# Інтерес (право)
Інтере́с (у праві) — прагнення особи повніше задовольняти свої потреби і бажання, що прямо не формалізовано в конкретному суб'єктивному праві, проте не суперечить праву як такому.
Конституційний Суд України дав визначення поняттю «охоронюваний законом інтерес»: це — прагнення до користування конкретним матеріальним та/або нематеріальним благом, як зумовлений загальним змістом об'єктивного права і прямо не опосередкований у суб'єктивному праві простий легітимний дозвіл, що є самостійним об'єктом судового захисту та інших засобів правової охорони з метою задоволення індивідуальних і колективних потреб, які не суперечать Конституції і законам України, суспільним інтересам, справедливості, добросовісності, розумності та іншим загальноправовим засадам.
У структурі законного інтересу виділяють два елемента:
1. прагнення суб'єкта користуватися конкретним соціальним благом;
2. звернення в деяких випадках за захистом до компетентних органів[2].

Як приклад законного інтересу можна навести: зацікавленість у здоровому підростаючому поколінні; зацікавленість автора у високому гонорарі; зацікавленість підозрюваного у спростуванні підозри та ін.
Охоронюваний законом інтерес підлягає захисту нарівні з правами.